# هيروكي ناكامورا
هيروكي ناكامورا (باليابانية: 中村 宏紀) (7 أبريل 1974 في أوساكا في اليابان – )؛ هو لاعب كرة قدم سابق كان يلعب كحارس مرمى.